# سوهاسینی مولای
سوهاسینی مولای (انگلیسی: Suhasini Mulay؛ زادهٔ ۲۰ نوامبر ۱۹۵۰) بازیگر سینما و بازیگر تلویزیون اهل هند است.
از فیلم‌ها یا برنامه‌های تلویزیونی که وی در آن نقش داشته است می‌توان به بوون شوم، برادر بزرگ، تو هستی، تپه مردگان، بلوز باسماتی، سحر، اینجا خانه شماست، بیا، آرزو کن، ناسازگار و پانی‌پت اشاره کرد.
وی برنده جوایزی همچون جایزه ملی فیلم بهترین بازیگر نقش مکمل زن در سال ۱۹۹۸ شده است.